# Escudo de la provincia de Lugo

Escudo oficial de la provincia de Lugo desde 1984, oficializado de nuevo en 2006

El escudo de la provincia de Lugo tiene su origen en las armas del escudo de la capital que durante algunos años fue también el de la provincia. El primer escudo provincial data de 1877, la mayor parte de sus elementos fueron adoptados de las armas de la ciudad pero se introdujeron algunas diferencias, entre las que destacó que el blasón provincial es, desde entonces, un escudo cortado. En 1932, a raíz de la proclamación de la II República, se introdujeron algunos cambios, como la sustitución de la corona real por otra mural y fue modificado nuevamente en 1942 para añadirle el yugo y las flechas, símbolo de la falange. En 1958 se retiraron estos símbolos pero se adoptó una segunda versión del escudo provincial en el que figuraban también los que correspondían con los partidos judiciales y en los años setenta se introdujeron algunas modificaciones exteriores. En 1984 se decidió unificar el modelo oficial de las armas provinciales y finalmente el 3 de abril de 1986 se aprobó el actual modelo oficial mediante un Decreto de la Junta de Galicia en el que aparece descrito como:
"Un escudo cortado: 1º de azur, un cáliz de oro, sumado de la Sagrada Forma de plata, radiante de oro, y acostado de dos ángeles en adoración afrontados, de plata, sobre sendas nubes del mismo metal, 2°, de gules, una torre donjonada de una pieza, de plata, aclarada de azur, y acostada de dos leones afrontados y rampantes contra la torre, de oro. Al timbre, corona real, forrada de gules, o rojo, cerrada, que es un círculo de oro, engastado de piedras preciosas, compuesto de ocho florones de hojas de acanto, visibles cinco, interpoladas de perlas y de cada una de sus hojas salen cinco diademas sumadas de perlas que convergen en un mundo azur, con el semimeridiano y el ecuador de oro, sumado de cruz de oro."

## Otras versiones

Armas de la Provincia de Lugo sin corona
Otra versión heráldica
Otra versión del mismo blasón
El escudo formó parte de la bandera de la provincia, pero fue modificada en 2009 por una versión más sencilla aquí recogida.